# Garui
Garui är en ort i Indien.   Den ligger i distriktet North 24 Parganas och delstaten Västbengalen, i den östra delen av landet, 1 300 km sydost om huvudstaden New Delhi. Garui ligger 4 meter över havet och antalet invånare är 16 499.
Terrängen runt Garui är mycket platt. Runt Garui är det mycket tätbefolkat, med 10 000 invånare per kvadratkilometer. Närmaste större samhälle är Calcutta, 8,7 km söder om Garui. Runt Garui är det i huvudsak tätbebyggt.